# Clathrotellina pretium
Clathrotellina pretium is een tweekleppigensoort uit de familie van de Tellinidae. De wetenschappelijke naam van de soort is voor het eerst geldig gepubliceerd in 1934 door Salisbury.